# Добринь-Дужи
Добринь-Дужи (пол. Dobryń Duży) — село в Польщі, у гміні Залесе Більського повіту Люблінського воєводства. Населення — 606 осіб (2011).

## Історія
1599 року вперше згадується православна церква в селі Добринь.
У 1827 році в Добрині налічувалося 61 дім і 471 житель.
У часи входження до складу Російської імперії Добринь належав до гміни Добринь Більського повіту Сідлецької губернії.
За даними етнографічної експедиції 1869—1870 років під керівництвом Павла Чубинського, у селі та на фільварку Добринь переважно проживали греко-католики, які розмовляли українською мовою.
Наприкінці XIX століття в Добрині було 95 будинків і 786 мешканців. Діяла початкова школа та українська парафіяльна православна церква.
У 1975—1998 роках село належало до Білопідляського воєводства.

## Демографія
Демографічна структура станом на 31 березня 2011 року:
|          | Загалом | Допрацездатний вік | Працездатний вік | Постпрацездатний вік |
| -------- | ------- | ------------------ | ---------------- | -------------------- |
| Чоловіки | 301     | 74                 | 196              | 31                   |
| Жінки    | 305     | 69                 | 175              | 61                   |
| Разом    | 606     | 143                | 371              | 92                   |